# Karl Theodor Albrecht
Karl Theodor Albrecht (Dresda, 30 agosto 1843 – Potsdam, 31 agosto 1915) è stato un astronomo e geodeta tedesco.
Direttore per oltre quarant'anni dell'Istituto Geodetico di Potsdam (1873-1915), scrisse, come il collega Johann Heinrich Louis Krüger, lavori di geodesia pratica e teorica.
Fu inoltre insegnante universitario a Lipsia e socio straniero dei Lincei. I suoi lavori vertono, principalmente, sulle variazioni di latitudine, basandosi sul lavoro di Seth Carlo Chandler, che aveva scoperto la variazione poi chiamata oscillazione di Chandler.

## Opere
- Logarithmisch-trigonometrische Tafeln mit 5 Dezimalstellen, Berlin, P. Stankiewicz, 1884.
- Anleitung zum Gebrauche des Zenitteleskops auf den internationalen Breitenstationen, Berlin, G. Reimer, 1902.
- Formelm und Hilfstalfen fur geographischen Ortsbestimmengen, 1908.
- Ergebnisse der Breitenbeobachtungen auf dem Observatorium in Johannesburg vom März 1910 bis März 1913, Berlin, G. Reimer, 1915.